# Crimine ('ndrangheta)
(Domenico Oppedisano, Capo-Crimine, in una registrazione il primo settembre 2009 al Santuario della Madonna di Polsi in Calabria)

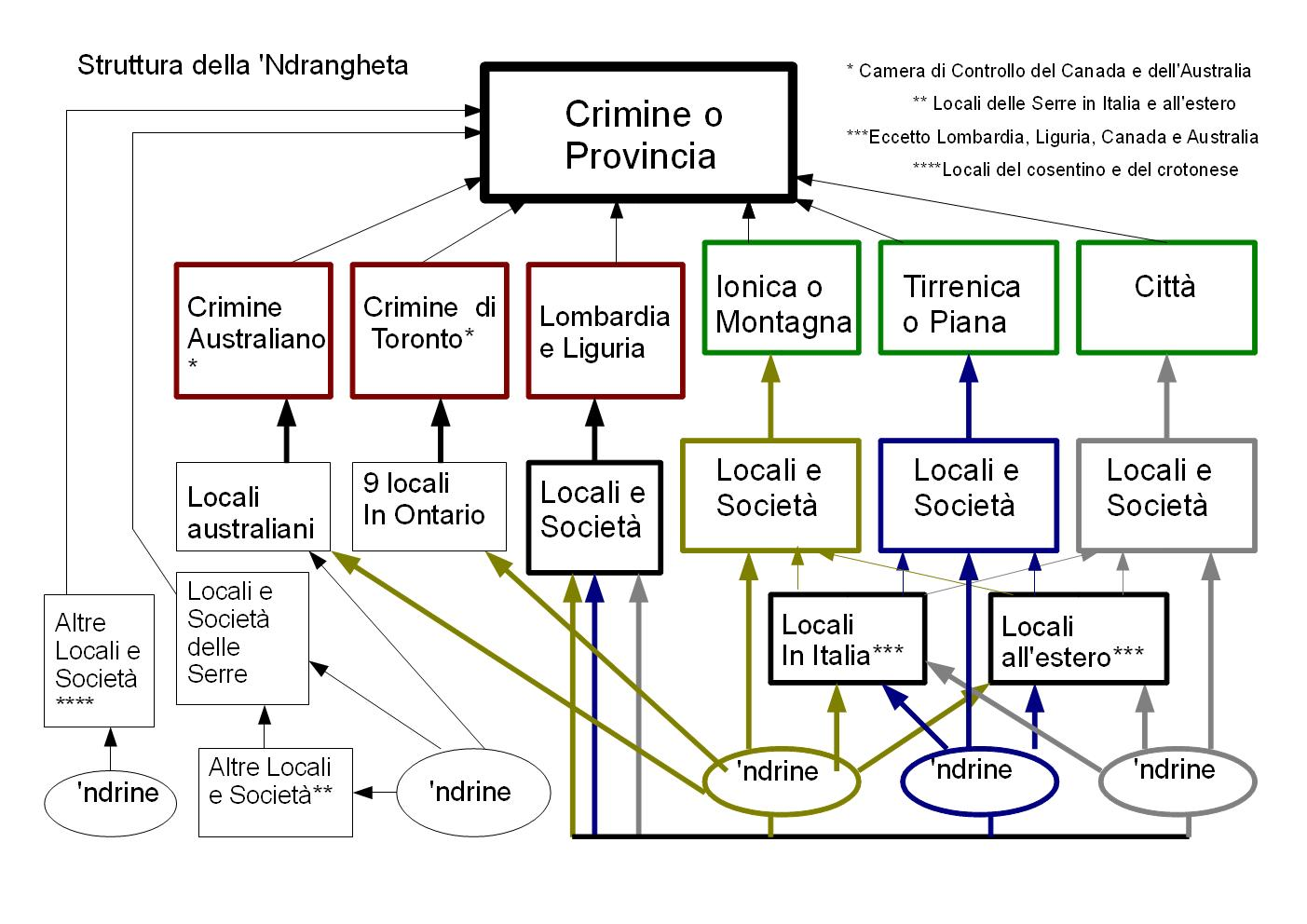
Struttura della 'Ndrangheta alla luce dell'operazione Crimine del 2010

Il Crimine di Polsi, semplicemente Crimine o Provincia o Commissione provinciale, nella criminalità organizzata calabrese, sarebbe la struttura di governo e decisionale al di sopra dei 3 mandamenti in cui è stata suddivisa la Calabria (Jonico, Tirrenico e Città) e di tutti i locali presenti nel resto d'Italia e del mondo; per analogia le riunioni del Crimine hanno il medesimo nome. 
I locali della zona delle Serre calabresi come quello di Serra San Bruno, Fabrizia e Nardodipace vengono gestiti direttamente dal Crimine e non da un mandamento.

## Compiti
Questa struttura sarebbe nata dopo la fine della seconda guerra di 'Ndrangheta, per appianare e sedare futuri conflitti fra le cosche e per coordinare e gestire meglio l'organizzazione per gli aspetti di grande rilevanza.
Con questa sovrastruttura la 'Ndrangheta assume per la prima volta una struttura più verticistica.
Secondo il pentito Francesco Oliverio, che ha collaborato nell'operazione Stige e Six Towns, ogni locale in tutto il mondo deve essere riconosciuto dal Crimine di Polsi. Ogni Locale dipende da esso ma ognuno è autonomo sul suo territorio. Il pentito Pasquale Tripodoro di Rossano Calabro aggiunge anche che in cambio del riconoscimento deve essere riconosciuta una percentuale sui guadagni criminali.
Secondo l'operazione Crimine, Rosarno risulta essere il comune con la più alta densità criminale d'Italia, una sorta di Mecca 'ndranghetista.
(Giuseppe Pignatone, procuratore capo di Roma, già procuratore di Reggio Calabria)

## Struttura organizzativa

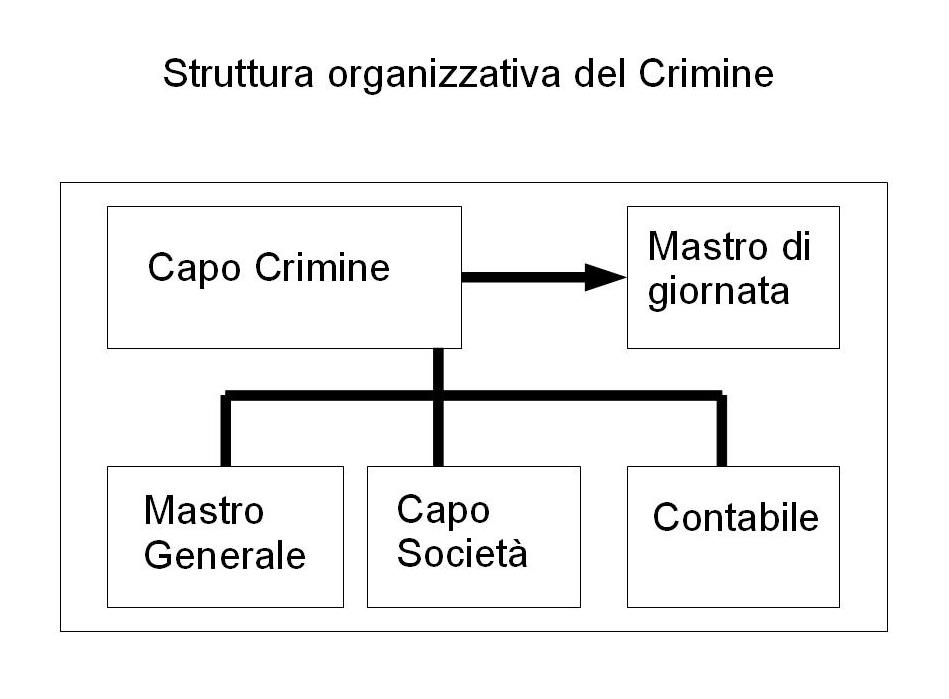
Struttura del Crimine

Solo con le ultime operazioni delle forze dell'ordine tra cui l'operazione Crimine conclusasi il 13 luglio 2010 si riesce a conoscere l'organizzazione del Crimine che sarebbe così strutturata:
- Capo-Crimine, carica temporanea decisa collegialmente dai membri della Provincia
- Capo-Società
- Mastro generale
- Contabile[2]
- Mastro di Giornata[2]

## Riunioni
Le riunioni del Crimine o semplicemente Crimine (plurale: Crimini) avvengono periodicamente e possono riunire talvolta esponenti di livello provinciale, talvolta di livello nazionale. Durante queste riunioni si dirimono questioni tra le locali, si consegnano nuove doti (gradi di livello superiore) ai singoli affiliati che solo in una riunione del Crimine si possono concedere o si eleggono le nuove cariche in seno al Crimine. 
Una riunione può essere convocata da membri di 'ndrangheta per richiedere di poter commettere un omicidio nei confronti di un affiliato, di un membro di Cosa Nostra, della Camorra o della Sacra Corona Unita e di appartenenti alle forze dell'ordine e della magistratura. Riunione a cui presiedono oltre agli interessati all'omicidio anche i capi-crimine delle 7 locali più importanti calabresi. 
Queste riunioni possono avvenire in qualsiasi luogo. Si è a conoscenza, dalle intercettazioni dell'Operazione Crimine, che una è avvenuta a Santuario della Madonna di Polsi ed era in procinto di esserne organizzata un'altra nella zona della Piana di Gioia Tauro.

## Capi-Crimine
Gli unici capi-crimine ad oggi conosciuti sono:
- Antonio Nirta "Il vecchio" (di San Luca, arrestato nel 1993 e morto nel 2015)
- Antonio Pelle[13] (di San Luca, arrestato nel 2009 e morto nel 2009)
- Domenico Oppedisano (di Rosarno, arrestato nel 2010)

## I primi membri della commissione
Solo negli anni Novanta si iniziò ad ipotizzare la nascita di una sorta di cupola come la mafia siciliana e si individuarono i primi membri appartenenti a questa nuova Commissione:
- Domenico Alvaro o Cosimo Alvaro (Sinopoli)
- Salvatore Aquino (Marina di Gioiosa Ionica)
- Santo Araniti (Reggio Calabria)
- Francesco Barbaro detto U Castanu (Platì)
- Umberto Bellocco o suo fratello Carmelo Bellocco (Rosarno)
- Giuseppe Cataldo (Locri)
- Francesco Commisso o Giuseppe Commisso (Siderno)
- Pasquale Condello (Reggio Calabria)
- Natale Iamonte (Melito di Porto Salvo)
- Domenico Libri (Reggio Calabria)
- Antonio Mammoliti (Castellace di Oppido Mamertina)
- Giuseppe Morabito (Africo)
- Francesco Mazzaferro (Gioiosa Ionica)
- Antonio Nirta "Il vecchio" (San Luca)
- Rocco Papalia (Platì)
- Antonio Pelle "Gambazza" (San Luca)
- Giuseppe Piromalli e/o Gioacchino Piromalli (Gioia Tauro)
- Sebastiano Romeo (San Luca)
- Domenico Serraino e suo fratello Paolo Serraino (Reggio Calabria)
- Giovanni Tegano (Reggio Calabria)
- Luigi Ursino (Gioiosa Ionica)

## Il Gran Criminale
Secondo le ricerche di Antonio Nicaso si potrebbe attestare la presenza di un organo appianatore delle divergenze tra le varie cosche, in analogia al Crimine,  sin dagli anni '30 del secolo scorso in cui durante il processo a 5 'ndrine si scoprì l'organigramma della società al cui vertice della società maggiore vi era la "Società in testa" o "Gran Criminale". 
L'organo aveva giurisdizione su tutta la Provincia di Reggio Calabria. 
La scoperta avvenne grazie alla confessione di Antonio Musolino, fratello minore del più noto brigante Musolino il quale risultò sconfitto in una faida con il suo capo-locale e cugino Antonio Filastò.

## Oggi
| Crimine/Provincia nel 2010 | Crimine/Provincia nel 2010 | Crimine/Provincia nel 2010 |
| capo società               | capo crimine               | Mastro generale            |
| -------------------------- | -------------------------- | -------------------------- |
| Antonino Latella           | Domenico Oppedisano        | Bruno Gioffrè              |

Ad oggi, sono concluse le indagini dell'operazione Crimine  del 2010 e dell'omonimo processo e sono stati arrestati i vertici di questa struttura: Domenico Oppedisano Capo-Crimine, il reggino Antonino Latella capo-Società e il sanluchese Bruno Gioffrè Mastro generale.
Domenico Oppedisano (con carica di Vangelo conferitagli da Antonio e Giuseppe Nirta.) fu eletto Capo-Crimine ufficialmente il primo settembre 2009 al Santuario della Madonna di Polsi nel comune di San Luca in Calabria, mentre la sua elezione fu decisa in modo informale al matrimonio di Elisa Pelle, figlia di Giuseppe Pelle, e Giuseppe Barbaro il 9 agosto dello stesso anno.

## Crimine del Canada e Crimine dell'Australia
Nella terminologia 'ndranghetistica si definiscono Crimine anche la camera di controllo del Canada e dell'Australia. 
Non si sa ancora se dipendono direttamente dal Crimine di Polsi o se dalle 'ndrine del Mandamento Ionico.

## Crimini in Calabria
Seconto il pentito Francesco Oliverio esistono in Calabria 3 crimini oltre a quello di San Luca da cui sono stati attivati:
- Crimine di San Luca o Polsi
- Crimine di Cirò o Crimine di Crotone (che agisce anche nell'area cosentina)
- Crimine di Cosenza
- Crimine di Vibo Valentia (Creato di recente)

## Ruolo di Capo-Crimine in Calabria
I crimini intesi come persone responsabili del gruppo di fuoco nel proprio locale di appartenenza ed in particolare quelli dei 12 locali calabresi più importanti:
- Locale di Africo
- Locale di Cirò Marina
- Locale di Gioiosa Jonica
- Locale di Platì
- Locale di Rosarno
- Locale di San Luca (con ruolo di capo-crimine)
- Locale di Sinopoli
- Locale di Modena
- Locale di Siderno
- Locale di Santo Stefano in Aspromonte
- Locale di Gioia Tauro
- Locale di Archi

hanno la facoltà, in una riunione condivisa, di concedere su richiesta a qualsiasi membro della 'ndrangheta la possibilità di commettere un omicidio nei confronti di un affiliato, di un membro di Cosa Nostra, della Camorra o della Sacra Corona Unita e di appartenenti alle forze dell'ordine e della magistratura.

## Influenza culturale

### Letteratura
- Nel romanzo Crimine Infinito di Cristiano Barbarossa e Fulvio Benelli già nel titolo si fa riferimento diretto al Crimine. Nella narrazione del libro vengono descritte le caratteristiche di questo organismo di governo della criminalità organizzata calabrese, le modalità e occasioni di riunione, l'assegnazione delle doti.